# Örebro möte (1586)
Örebro möte 1586 var ett kyrkomöte som hölls under inflytande av dåvarande riksföreståndare hertig Karl. Under kyrkomötet antogs bland annat de så kallade Örebro artiklar, som utgjorde en reaktion på kung Johan III:s reformkatolska kyrkopolitik.

## Örebro artiklar
Under kyrkomötet antogs Örebro artiklar. Artiklarna utgjorde en lokal kyrkostadga för Hertig Karls hertigdöme, och utgjorde en reaktion på kung Johan III:s reformkatolska kyrkopolitik.
Bakgrunden var kung Johan III betoning på katolska drag i Uppsala stift.
1576 kom schismen till fullständigt utbrott, sedan kungen i början av samma år låtit trycka och sprida en av honom och Petrus Fecht sammanskriven ny gudstjänstordning, den så kallade liturgien eller - efter färgen på de tryckta exemplarens band - Röda boken. (Bokens titel och företal samt föreskrifterna för prästen, randanmärkningar och noter är skrivna på latin, men själva liturgien är skriven på både latin och svenska.) Denna mässordning skilde sig från den mindre ceremoniösa "Svenska mässan" genom att omedelbart upptaga en stor del av den romerska mässans innehåll, dock med uteslutning av alla korstecken, bugningar och altarkyssningar samt med ändring av de för protestantiska ögon mest anstötliga uttrycken.
Flera teologer, främst från Uppsala, gjorde kraftigt motstånd mot sådana bruk. Ledare för denna motståndsrörelse blev Petrus Jonæ Helsingus, teologiprofessor vid Uppsala universitet. I början av 1580-talet kom han i onåd hos kungen, och rymde en tid till Tyskland. Han kom sedan under Hertig Karls beskydd, och utnämndes 1586 till biskop i Strängnäs stift. På den posten kunde han återuppta striden mot det hans meningsfränder upplevde som en "katolsk" liturgi. I maj 1586 samlades hertigdömets präster i Örebro och antog en lokal kyrkostadga, kallad Örebro artiklar. I artiklarna framhölls bland annat att endast de ceremonier i kyrkotjänsten skulle gälla, om vilka prästerskapet kommit överens i Uppsala 1572.
Det avgörande steget togs vid prästmötet i Strängnäs i maj 1587, då stiftet enade sig om en förkastelse av Johan III:s förment katolska liturgi.